# Привіслянська залізниця

Ковель, вокзал, 1914 рік

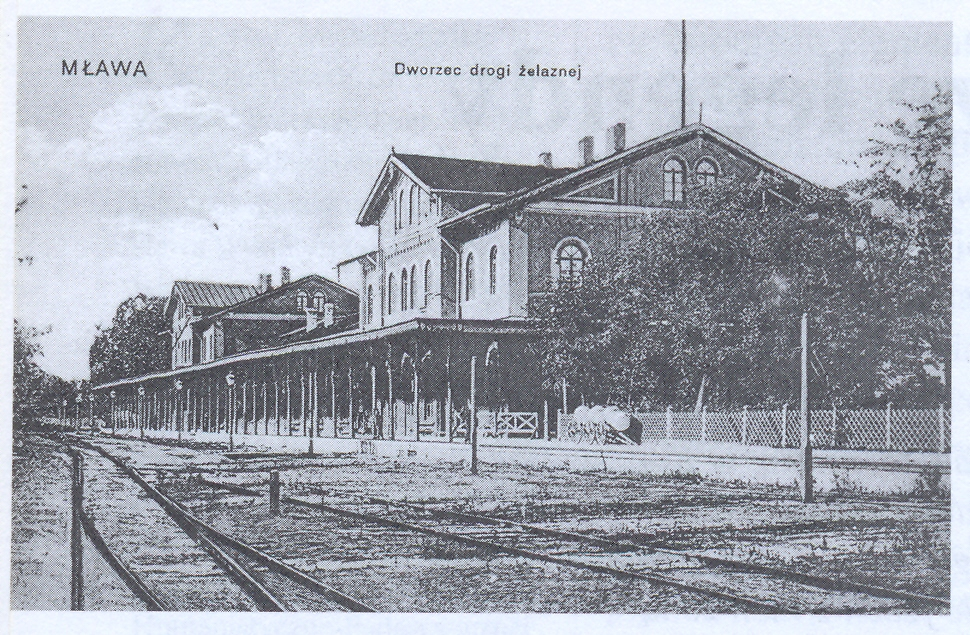
Вокзал у Млаві

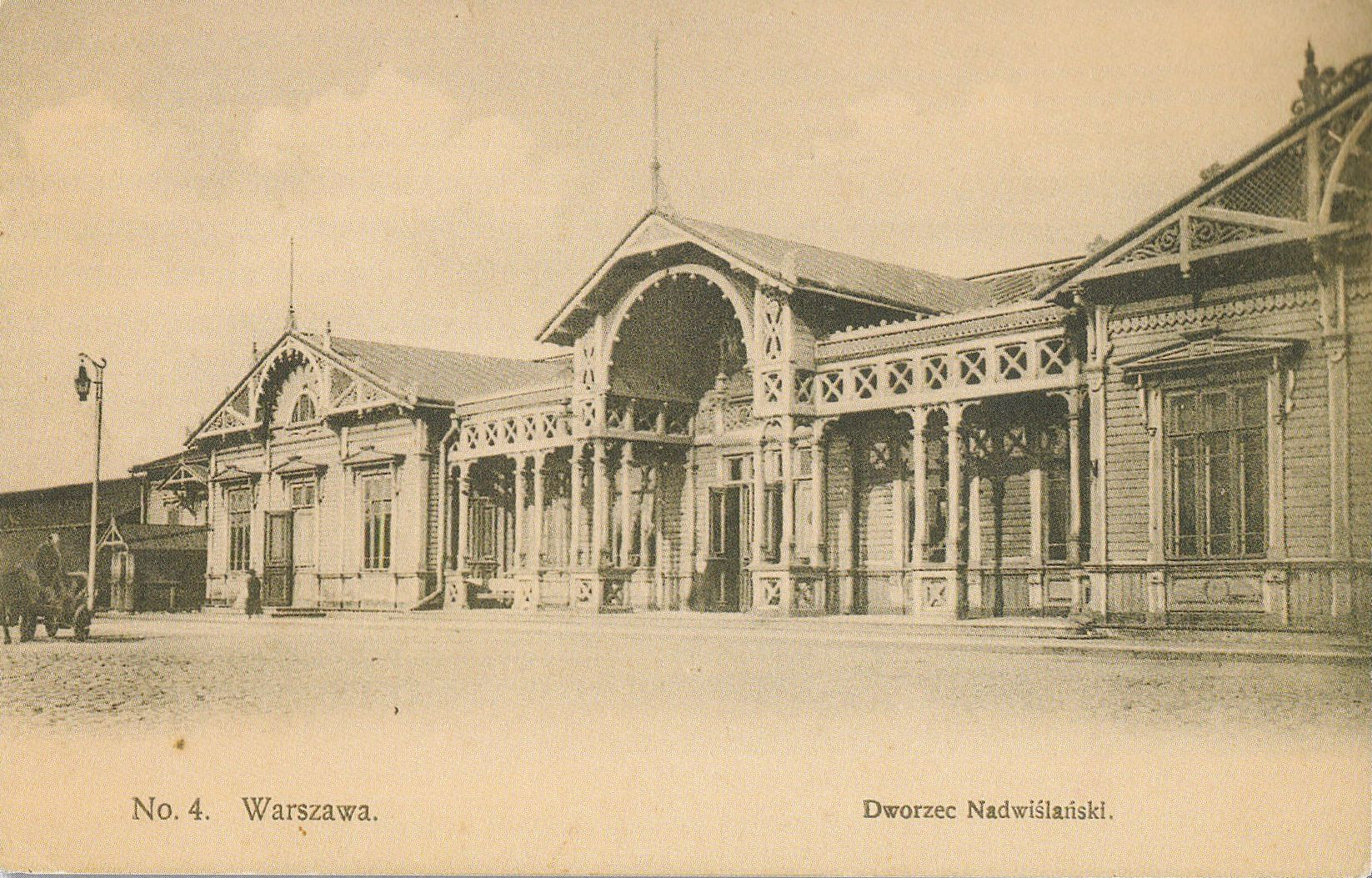
Варшава. Головний вокзал Привіслянської залізниці (мав також назву Ковельський вокзал), 1908 рік

Привісля́нська залізниця — залізниця між Млавою і Ковелем в Російській імперії на території Привіслянського краю (звідки й назва) та Волинської губернії. Розпочала свою дію 17 серпня 1877 року. Загальна довжина — 522 км. Ширина колії — 1524 мм.

## Історія
Товариством Привіслянських залізниць, під керівництвом варшавского підприємця та банкіра Леопольда Кроненберга (міноритарним акціонером товариства був ще один варшавський банкір Іван Бльох) в період з 1874 по 1877 роки було збудовано 500-верстову магістраль Млава — Варшава — Люблін — Ковель. Протяжність між Ковелем і Млавою складала близько 428 верст (біля 458 км). Бічна дільниця від Дембліна до Лукова мала довжину близько 60 верст (біля 64 км), таким чином, загальна відстань становила 522 км.
Ця залізниця будувалася чисто з економічних міркувань. У Ковелі вже діяла залізниця Київ — Берестя з 1873 року. А місто Млава знаходилось на заході Російської імперії біля кордону з Прусією. Тому, лінія з південного-сходу (Ковель) до північного-заходу (Млава) видавалась доволі перспективною з господарських міркувань, а також стратегічних, бо давала можливість швидкого перекидання військ та спорядження до можливого фронту між двома державами.
На пруському боці на відстані 6 км від Млави була станція Ілово, яка належала німецькій залізниці. Через Ілово Привіслянська залізниця мала пряме сполучення з Гданськом (тоді Данцігом), важливим портом на Балтійському морі. Проте різниця в ширині колій змусила робити перевантажувальні термінали на обох станціях. Насамперед, до Прусії привозили дешеву сировину: зерно, висівки, борошно, картоплю, будівельну деревину, масло, яйця, гусей, а в Росію імпортували: машини, інструменти, сталеві та галантерейні вироби, насіння, добрива. Також було пасажирське сполучення.
Залізницю було надано в концесію 1877 року терміном на 20 років. Тому 1 липня 1897 года вона була націоналізована та передана податковій адміністрації Росії. Одночасно россійська влада вирішила об'єднати залізничні лінії Варшава — Тересполь, Івангород — Домброва, Седльце — Модлін й Берестя — Холм з, власне, Привіслянською залізницею. З 1898 року мережа отримала назву «Привіслянські державні залізниці». Під російським управлінням проіснувала до 1915 року. Між двома світовими війнами належала залізничному відомству Польської Республіки, відповідно з переміною ширини колії на європейський стандарт 1435 мм.
Після другої світової війни більша частина відійшла до складу Польщі (від Млави до Дорогуська), як лінія №7 "Варшава-Східна — Дорогуськ", а менша (від Ягодина до Ковеля) — до складу СРСР, як дільниця Ковель — Ягодин. На сьогоднішній час (2021 рік) польська частина входить до складу ПКП з 1989 року а українська — з 1991 року до Укрзалізниці.

## Галерея

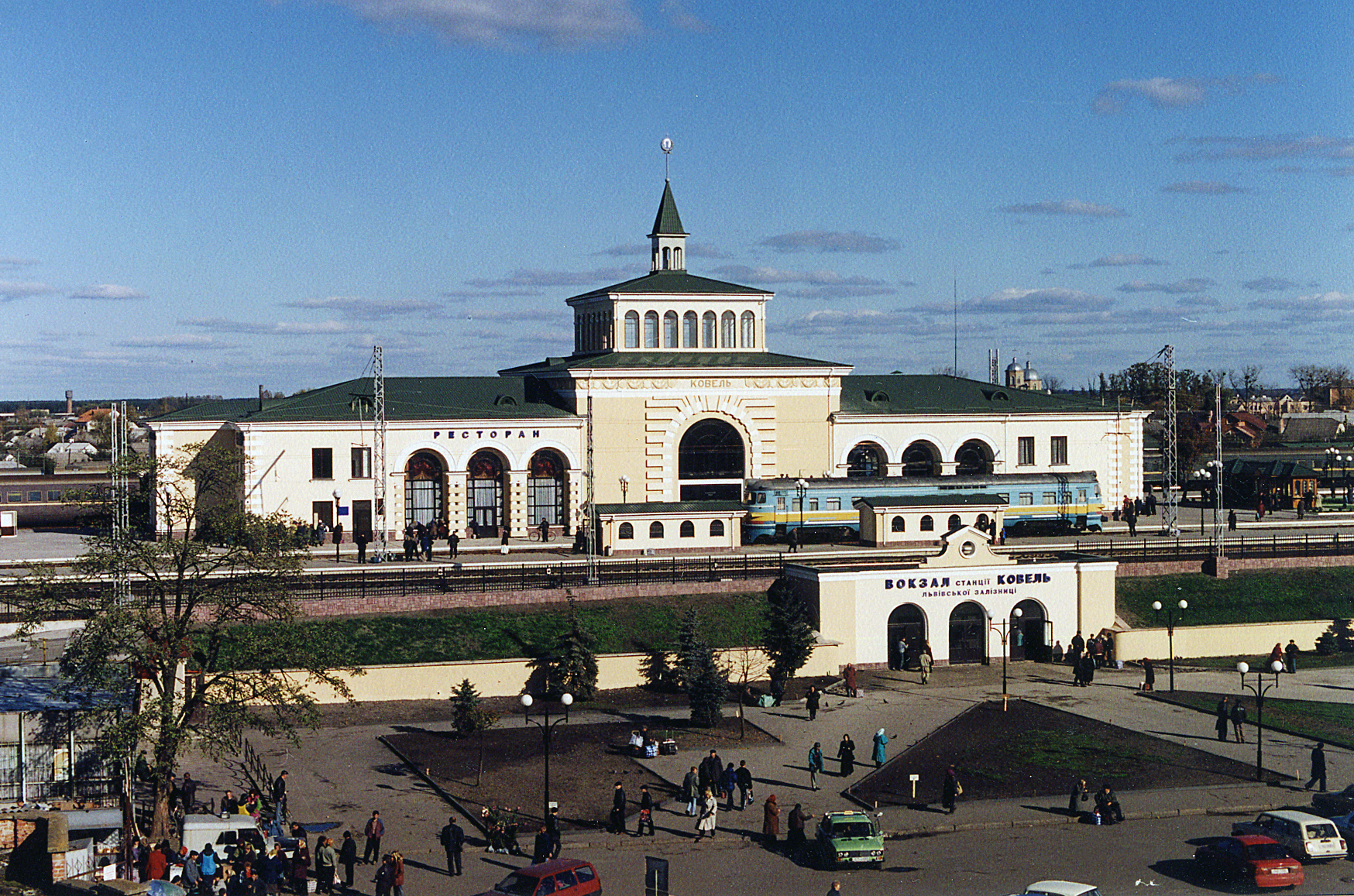
Вокзал у Ковелі, 2005 рік
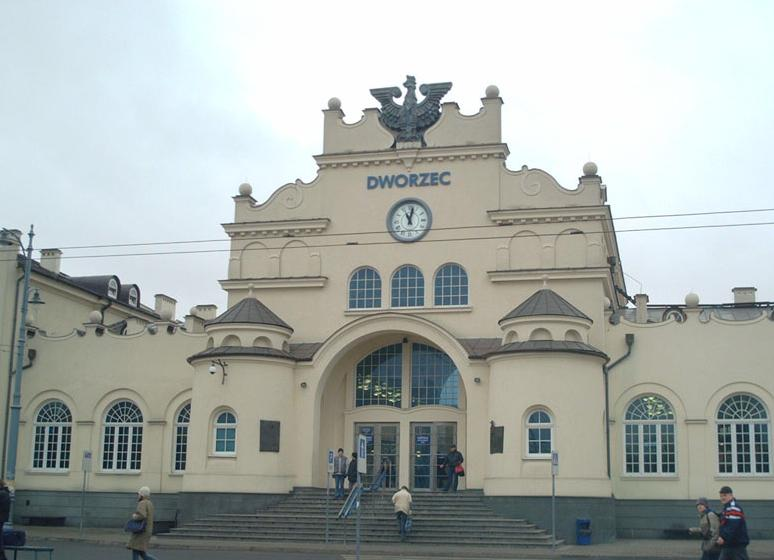
Вокзал в Любліні, 2007 рік, побудований у 1877 році